# Dolores Fernández de los Reyes
Dolores Fernández de los Reyes (Sevilla, 10 de abril de 1870 - ¿?) fue una maestra y escritora española. Colaboró en el periódico El Museo Escolar.

## Trayectoria
Dolores Fernández de los Reyes, nació en Sevilla pasando su niñez en Carmona. Estudió la carrera de Maestra de Primera Enseñanza en la Escuela Normal de Sevilla en 1900 .
Junto a Amantina Cobos y a Dolores del Río fue premiada en el IX Certamen (1910) convocado por la Asociación de Maestros de Primera Enseñanza de San Casiano.
Escribió en el periódico de Instrucción Pública El Museo Escolar.

## Reconocimientos
En 2022 el Ayuntamiento de Sevilla acuerda incluir en el nomenclátor de sus calles a 41 mujeres, siendo una de ellas Dolores Fernández de los Reyes.